# Leslie Thompkins
Leslie Thompkins est un personnage de fiction créé par Dennis O'Neil et Dick Giordano dans Detective Comics #457 en 1976.

## Biographie fictive
Leslie était une amie proche de Thomas Wayne. Elle prend soin de son fils, Bruce, après le meurtre des Wayne, aux côtés du majordome de la famille, Alfred Pennyworth. À cette époque, Leslie s'inquiète du comportement de Bruce, de plus en plus asocial. Elle en est d'autant plus perturbée lorsqu'elle découvre qu'arrivé à l'âge adulte, Bruce combat les criminels de Gotham en tant que Batman.
Leslie Thompkins soigne Stéphanie Brown, la nouvelle Robin, après que cette dernière fut sérieusement blessée. C'est Batman qui amène la blessée à la clinique de Leslie. Épuisée par les événements et sans discernement, Leslie laisse volontairement mourir Stéphanie.
Leslie espérait que le décès de Stéphanie ferait réfléchir Batman et qu'il arrêterait de prendre des adolescents comme coéquipiers dans sa lutte contre le crime. Mais Leslie culpabilise et fuit en Afrique dans un camp de Médecins sans frontières. Batman la retrouve et la confronte à ses actes. Il lui annonce alors qu'il ne la considère plus que comme une simple meurtrière et la menace de la livrer aux autorités si elle revient aux États-Unis pour y pratiquer la médecine. 
Plus tard, il s'avère que Stéphanie n'est pas morte et qu'elle et Leslie ont manigancé cette histoire pour que Stéphanie retrouve l'anonymat. Après ces révélations, Leslie Thompkins est réhabilitée par Batman.
Leslie apparaît dans deux numéros de Batman Eternal.

### Biographie alternative
Dans le chapitre Best of All, du livre The Further Adventures of the Joker, le Joker révèle à Batman que Leslie est sa mère. Il précise qu'elle l'a fait interner lorsqu'il était enfant après qu'il eut assassiné son père, qui les maltraitait. (Il n'est pas certain que cette variante de l'origine du Joker soit admise dans la continuité officielle de Batman, notamment après la nouvelle Crise.)

## Description

### Physique
- Dans les comics, Leslie est âgée. Elle est grande et athlétique. Elle a des cheveux blancs mi-longs et des yeux bleus ou noirs. Elle porte de petites lunettes et une blouse blanche.
- Dans la série Gotham, ce personnage trentenaire est interprété par l'actrice Morena Baccarin. Elle est grande et mince. Elle a les cheveux bruns, les yeux marron, un petit nez pointu et de fines lèvres. Elle porte le plus souvent une blouse mais lors de sorties avec l'inspecteur Gordon, elle est très féminine.

### Personnalité
- Dans les comics, elle gère une clinique acceptant criminels et drogués à Gotham City. Elle désapprouve les actions de Bruce et s'en sent partiellement responsable.
- Dans la série Gotham, Leslie est à l'opposé de Barbara, l'ex-compagne de James Gordon . Elle est très ouverte d'esprit et drôle. Elle est très intéressée par le travail de l'inspecteur Gordon et finit souvent par l'accompagner dans ses nombreuses enquêtes. Elle apparaît comme quelqu'un de très positif mais reste discrète sur sa vie personnelle, ce qui ne semble pas déranger l'inspecteur Gordon. Dans la saison une de Gotham, elle semble jalouse de Barbara qui sera victime de l'amour d'un tueur en série mais finira par l'aider en jouant la psychiatre pour un après-midi.

## Œuvres où le personnage apparaît

### Comics
- Batman: Curse of the White Knight (en) de Sean Murphy et Matt Hollingsworth (2020).

Après l'accouchement d'Harley, Batman l'emmène avec les jumeaux chez Leslie pour qu'elle s'occupe d'Harley, affaiblie par l'accouchement. Bruce s'effondre en lui apprenant la mort de Jim Gordon, et elle lui fait des révélations sur le secret qu'elle et Alfred lui ont caché pendant des décennies sur le passé de la famille Wayne.

### Films d'animation
- Batman: Gotham by Gaslight de Sam Liu (2018) avec Grey Griffin (VF : Brigitte Virtudes).

Sœur Leslie est une religieuse qui prend en charge des orphelins de Gotham. Elle est l'une des victimes de Jack l'Éventreur.

### Séries d'animation
- Batman de Paul Dini, Bruce Timm, Eric Radomski (1992-1995) avec Diana Muldaur (VF : Lita Recio & Nicole Favart).

### Séries télévisées
- Gotham (2014-2019) de Bruno Heller avec Morena Baccarin (VF : Laurence Bréheret).

Leslie Thompkins (ou couramment surnommée Lee) est un médecin travaillant à Arkham. Elle y rencontre l'inspecteur James Gordon, après sa déchéance et sa séparation avec Barbara, et très vite, une attirance et une complicité naissent. Plus tard, elle intègre les services de police de Gotham en tant que médecin légiste et aide Gordon et Bullock dans de nombreuses affaires où elle met sa vie en danger. 